# Maggiordomo

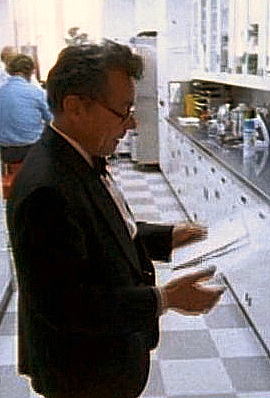
Un maggiordomo nella dispensa della Casa Bianca

Insieme alla governante, il maggiordomo è colui il quale sovrintende il personale di servizio e il buon andamento delle attività quotidiane di manutenzione in una casa, corte, villa, palazzo o famiglia.
La parola "maggiordomo" deriva dal latino maior domus. Nel linguaggio della marina militare il maggiordomo è la persona preposta al servizio di mensa e alla custodia dei materiali.

## Storia e condizioni di lavoro
Nel XIX secolo il maggiordomo era il direttore della componente maschile del personale che prestava servizio nelle grandi residenze. Le famiglie più facoltose potevano assumere un numero impressionante di domestici, come camerieri e giardinieri, perciò esisteva una gerarchia tra di loro, basata soprattutto sul genere e l'esperienza.
A partire dagli anni venti il numero di maggiordomi e di altri tipi di lavoratori domestici si ridusse drasticamente, ma anche grazie al numero crescente di plurimilionari in Cina la domanda aumentò di nuovo a partire dagli anni ottanta, quando il ruolo del maggiordomo mutò radicalmente, tanto che si trasformò in una figura professionale estremamente versatile che presta vari servizi al datore di lavoro. Oltre a dirigere coloro che sono impiegati nelle residenze della famiglia si occupano di organizzare eventi, prenotare, curare il guardaroba e la cantina, ricevere ospiti e svolgere compiti che tradizionalmente sono affidati ad altre figure, come autisti, camerieri o segretari. Può inoltre occuparsi della gestione delle risorse economiche che sono destinate al buon andamento della residenza e persino della sicurezza del padrone di casa. Recentemente si è cominciato a far esercitare il mestiere di maggiordomo anche alle donne, che sono talvolta preferite nelle facoltose famiglie del Medio Oriente, dove la presenza di un lavoratore di sesso maschile comporterebbe problemi legati alle comuni norme di comportamento. Il contratto di lavoro non prevede sempre l'alloggio nella casa in cui presta servizio, mentre lo stipendio, che quasi sempre va da un minimo di 50 000 dollari annui a un massimo di 150 000, varia sulla base di vari fattori, come le ore lavorate, che in genere sono circa sessanta alla settimana.

## I maggiordomi nella finzione narrativa e artistica
Discreto e per nulla invadente nella realtà, nella finzione il maggiordomo è assai rilevante e ha assunto un ruolo importante nella letteratura e nelle arti rappresentative (cinema e teatro), dove in alcune occasioni introduce gli eventi narrati. Spesso è anche colui che commenta ironicamente gli avvenimenti e si dimostra spesso più intelligente dei propri padroni. Ha abitualmente un'aria seria e imperturbabile.
Nei cosiddetti gialli deduttivi è il principale indiziato di un delitto (celebre la frase «È stato il maggiordomo!»).

## I più famosi maggiordomi immaginari
- Joseph Winifred Anders, maggiordomo della famiglia Carrington nella serie televisiva Dynasty
- Alfred Pennyworth, dai fumetti di Batman e dai relativi adattamenti cinematografici e televisivi del personaggio;
- Archie, dalla serie animata Ducktales, evoluzione del personaggio di Battista nei fumetti italiani della Disney;
- Ayasaki Hayate, lo (s)fortunato maggiordomo che serve Sanzenin Nagi nel manga/anime Hayate no Gotouku;
- Battista, maggiordomo di Zio Paperone;
- Mr. Carson, dalla serie televisiva inglese Downton Abbey;
- Crichton, dal romanzo The Admirable Crichton di J.M Barrie;
- Edwin Jarvis, dal fumetto i Vendicatori della Marvel Comics;
- Edgar, maggiordomo di Madame Adelaide ne Gli Aristogatti;
- French, maggiordomo della serie televisiva Tre nipoti e un maggiordomo;
- Garrison Tokida, dalla serie animata giapponese Daitarn 3;
- Geoffrey Butler, dalla serie televisiva Willy, il principe di Bel Air;
- Jeeves, maggiordomo (più correttamente "cameriere personale") di Bertie Wooster nei romanzi umoristici di P.G. Wodehouse;
- Jonathan Higgins, della serie televisiva di Magnum P.I;
- Lurch, dalle strisce de La Famiglia Addams e i relativi adattamenti cinematografici e televisivi dei personaggi;
- Niles, dalla serie televisiva La tata;
- Passepartout, dal romanzo di Jules Verne Il giro del mondo in 80 giorni;
- Riff Raff, maggiordomo di Frank-N-Furter nel film The Rocky Horror Picture Show;
- Stevens, dal romanzo e dall'omonimo film Quel che resta del giorno, dove è interpretato da Anthony Hopkins, con la voce italiana di Dario Penne;
- Watari, maggiordomo di L nel manga/anime Death Note;
- Winston, dai videogiochi di Tomb Raider.
- Kato Fong, maggiordomo dell'ispettore Jacques Clouseau nei film della Pantera Rosa. In realtà Kato è l'unico domestico dell'ispettore Clouseau ma i servizi che svolge per lui(cuoco, servitore, maestro di arti marziali, autista e anche aiutante detective)gli conferiscono un ruolo di là di un semplice collaboratore domestico;
- Sebastian Michaelis, maggiordomo demoniaco di Ciel Phantomhive nel manga/anime Black Butler;